# Scleria novae-hollandiae
Scleria novae-hollandiae là loài thực vật có hoa trong họ Cói. Loài này được Boeckeler miêu tả khoa học đầu tiên năm 1875.